# Rickard Rydell
Pour les articles homonymes, voir Rydell.

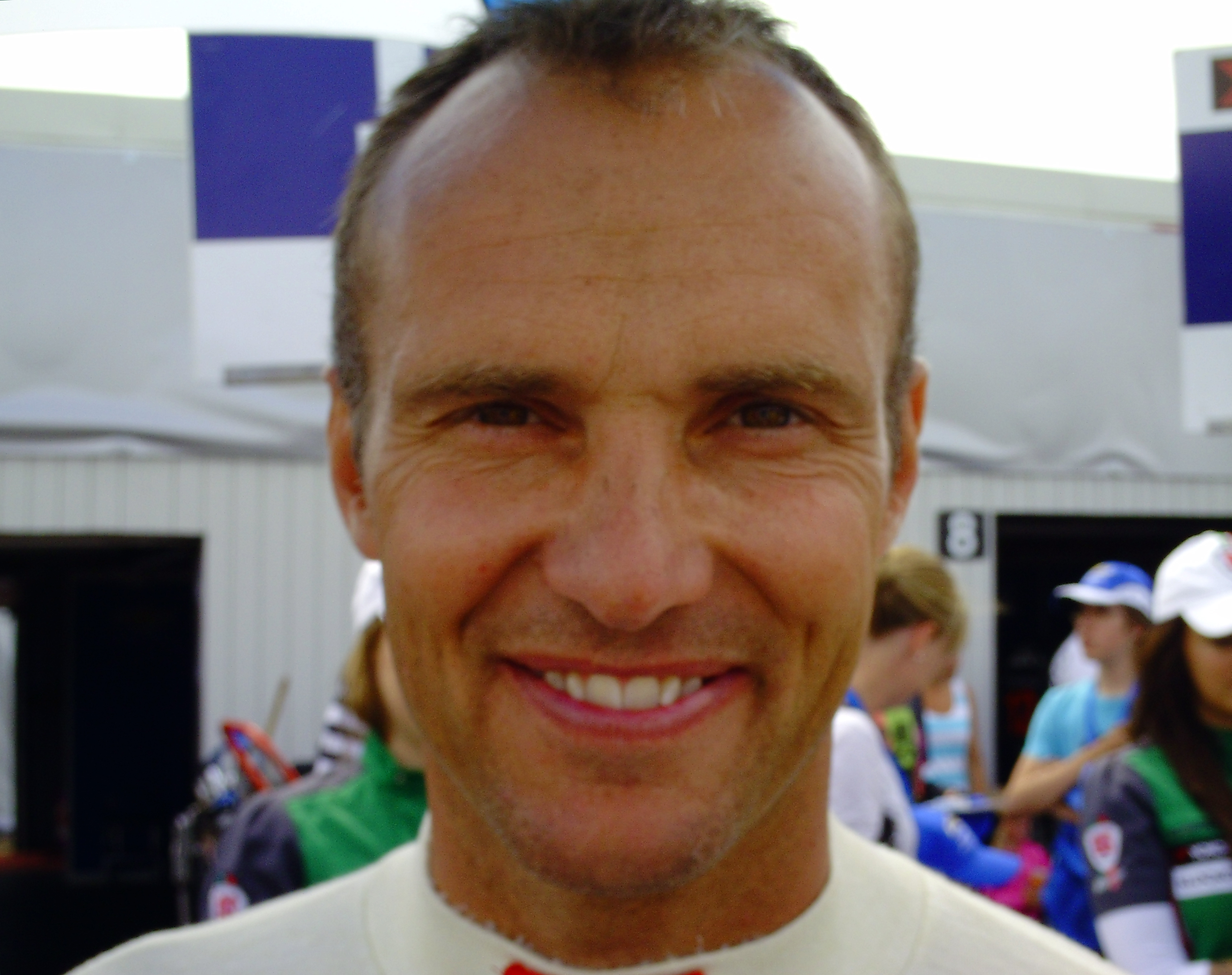
Rickard Rydell

Rickard Rydell né le 22 septembre 1967 à Stockholm est un pilote automobile suédois.

## Biographie
Rydell est né à Vallentuna, commune suédoise du comté de Stockholm (Suède). Au départ, il suit une formation de comptable chez AB Rydell, la boutique de fleurs familiale, mais très vite se découvre une passion pour la course automobile.

## Carrière
- 1984 – 1985 : Championnat de Suède de Kart 100 cm3
- 1987 – 1988 : Formule 3 suédoise
- 1989 : Formule 3 Britannique
- 1990 : Formule 3000
- 1991 : Formule 3 Britannique, 6e
- 1992 – 1993 : All-Japan Formule 3
- 1994 – 2000 : BTCC
- 1998 : Bathurst 1000
- 2001 : FIA GT, 7e (2 victoires, sur l'A1-Ring[3],[4] et à Jarama[5])
- 2002 – 2004 : ETCC
- 2004 : V8 Supercars, Turismo Competición 2000
- 2005 - 2009 : WTCC

## Titres
- 1998 : BTCC
- 2011 : Championnat scandinave des voitures de tourisme